# Allanton (Scottish Borders)
Allanton ist ein Weiler in der schottischen Council Area Scottish Borders beziehungsweise in der traditionellen Grafschaft Berwickshire. Er liegt rund 13 Kilometer westlich des englischen Berwick-upon-Tweed und 41 Kilometer nordöstlich von Galashiels an der Mündung des Blackadder Waters in das Whiteadder Water.

## Geschichte
Allanton entwickelte sich in Zusammenhang mit dem Anwesen Blackadder und dem aus dem 18. Jahrhundert stammenden Herrenhaus Blackadder House. In den 1880er Jahren befand sich in Allanton eine Schule, die 95 Schülern Platz bot. 1844 ließ die Free Church of Scotland südlich der Ortschaft die klassizistische Allanton Free Church errichten, die Raum für etwa 450 Personen bot. Sie wurde 1956 geschlossen und das Gebäude 1964 profaniert.
Heute ist fast die gesamte bebaute Fläche der Ortschaft als Ensemble als Conservation Area geschützt. Insgesamt 17 Einzelbauwerke sind außerdem denkmalgeschützt.

## Verkehr
Allanton liegt in einer dünnbesiedelten Region der Scottish Borders. Die nächstgelegene Ortschaft ist das zwei Kilometer nördlich gelegene Chirnside. Durch Allanton verläuft die von Ladykirk nach Auchencrow führende B6437. Jeweils am rechten Ufer des Blackadder und Whiteadder Waters gelegen, führen direkt nördlich beziehungsweise westlich mit der Allanton Bridge beziehungsweise der Blackadder Bridge zwei Brücken über die Flüsse.
Der nächstgelegene Bahnhof befand sich in Edrom etwa drei Kilometer westlich. Er wurde entlang einer damaligen Stichbahn zwischen Reston und Duns der North British Railway 1849 eröffnet. 1951 wurde der Bahnhof geschlossen und das Gleis zwischenzeitlich abgetragen.